# Castellciuró
Castellciuró és un castell ubicat al municipi de Molins de Rei, al Baix Llobregat, dins la serra de Collserola, molt a prop de l'ermita de Santa Creu d'Olorda i del Puig d'Olorda. Actualment es troba en ruïnes, tot i que aquestes han estat restaurades, i també fa la funció de mirador.

## Descripció
Ruïnes d'un castell situat en un petit turó. Aquesta construcció té els seus orígens en una possible torre de defensa de planta circular al damunt de la qual es van aixecar construccions posteriors. Actualment es poden veure les restes d'una torre de planta quadrada adossades a una construcció de planta rectangular. Als basaments de ponent hi ha restes d'opus spicatum.

## Història

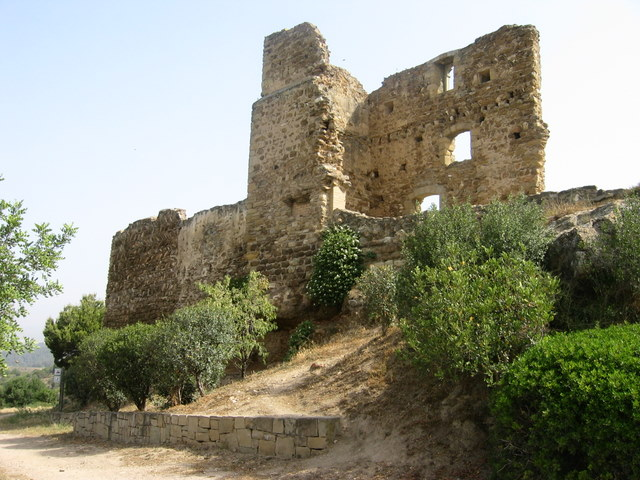
Castell de Castellciuró

Els basament pertanyen a l'alta edat mitjana. Aquest edifici primerenc potser va ser destruït arran de la ràtzia d'Almansor de l'any 985. Al segle xii els Cavallers Hospitalers de l'orde de Sant Joan de Jerusalem la van reconstruir. Al segle xiii, Jaume II recuperà el domini directe de les ruïnes de Ciuró fins a l'any 1347 en què passà a mans del convent de Santa Clara d'Oristany. L'any 1366, la reina Eleonor recuperà els drets de paratge, concedint a Bernat de Relat el castell amb termenat l'any 1368. Al segle xvi passà a la família Requesens fins a l'any 1811 en què les Corts de Cadis aboliren els drets senyorials. Documentat el 1066, la part més antiga de les restes d'aquest castell és un mur d'opus spicatum (obra de pedres inclinades, alternant el sentit de la inclinació en cada filada) molt ben construït, que podrien ser d'origen visigòtic (segle viii) o preromànic (segle x) i van ser destruïdes cap a l'any 985 per les hordes sarraïnes d'Almansor. De les seves restes escasses destaquen un parell de murs i una cisterna enclavada en la roca.
El castell fou construït on hi havia la torre de Guadallo (esmentada l'any 998), a 155 metres d'alçada i en un lloc força estratègic. És situat en el turó més occidental del brancal que surt del turó de can Ribes unit, i a molt poca distància, amb el puig d'Olorda. Aquesta situació fa que tingui una bona perspectiva del curs del Llobregat i de la vila de Molins de Rei.
Fou concedit als hospitalers en el segle xii segons consta en un document del 1162 en el que és conegut com a «Cidró». L'any 1202 era propietat de l'Orde del Temple. Un segle després el castell passaria al domini directe del rei Jaume el Just. L'any 1320, el sobirà concedí permís a Simó des Llor (de Lauro) per edificar un nou castell a l'indret, i el 1332 Molins de Rei i el lloc de Ciuró foren venuts per 10.000 sous. L'any 1347 passà a mans del convent de Santa Clara d'Oristany. L'any 1366, la reina Eleonor recuperà els drets de paratge, i ven a Berenguer de Relat la vila de Molins de Rei, per 85.500 sous de Barcelona, l'any 1368 el rei Pere el Cerimoniós converteix el castell amb termenat (a la vila de Molins de Rei), tot concedint-lo a en Berenguer. Al segle xvi passà a la família Requesens.
El 1632, «Molins de Rei» i «Santa Creu d'Olorda» consten com a llocs propietat de la comtessa Benavent si bé aleshores el castell ja devia trobar-se en molt mal estat de conservació. Des de l'any 1971, forma part de la vila de Molins de Rei, a la donació, de la Sra. Mercè Balaguer Ros (Família Vila Balaguer de "Cal Lluís de les eres").
Avui en dia forma part de la vila de Molins de Rei i és un Bé cultural d'interès nacional obert a tots els públics.